# Tiếng Tamazight Trung Atlas
Tiếng Tamazight Trung Atlas (cũng được gọi là tiếng Tamazight Trung Maroc, tiếng Trung Shilha, hiếm hơn là Braber, hay đơn giản là Tamazight; tên bản địa: ⵜⴰⵎⴰⵣⵉⵖⵜ Tamazight [[Trợ giúp:IPA/tiếng Tamil|[tæmæˈzɪɣt], [θæmæˈzɪɣθ]]]) là một ngôn ngữ Berber trong ngữ hệ Phi-Á, được nói bởi từ 3 tới 5 triệu người tại dãy Atlas ở Trung Maroc, cũng như bởi những cộng đồng người nhập cư tại Pháp và những nơi khác.
Tiếng Tamazight Trung Atlas là một trong những ngôn ngữ Berber phổ biến nhất, cùng với tiếng Kabyle, tiếng Shilha, tiếng Rif, và tiếng Shawiya, và tại Maroc, nó có lượng người nói ngang ngửa tiếng Shilha. Cả năm ngôn ngữ này đều được gọi là Tamazight. Như nhiều ngôn ngữ Phi-Á, tiếng Tamazight có một loạt "phụ âm trọng âm" (được hầu hóa), âm lưỡi nhỏ, âm yết hầu, và thiếu âm vị /p/. Tiếng Tamazight còn có hệ thống ba nguyên âm, những cũng có nhiều từ thiếu nguyên âm.
Tiếng Tamazight Trung Atlas (không như tiếng Shilha lân cận) không có nền văn học đáng kể cho đến tận thế kỷ XX. Nó hiện được viết bằng chữ Tifinagh khi giảng dạy trong các trường học Maroc, trong khi các tài liệu ngôn ngữ học thường dùng bảng chữ cái Latinh; ngoài ra, chữ Ả Rập cũng được sử dụng.
Cấu trúc câu cơ bản là động-chủ–tân nhưng chủ-động-tân cũng hiện diện. Từ được biến đổi theo giống, số, và trạng, sử dụng tiền tố, hậu tố, và hoàn tố (circumfix, tức phụ tố gồm hai phần nằm ở đầu và cuối của từ). Động từ được chia theo thì, thể, thức, dạng, ngôi của chủ từ, và việc câu khẳng định hay phủ định, đôi khi thể hiện hiện tượng ablaut. Từ mượn tiếng Ả Rập trải rộng ra khắp các lớp từ, gồm cả động từ; tuy vậy, động từ mượn được chia theo cách của tiếng Tamazight.